# Lingèvres
Lingèvres é uma comuna francesa na região administrativa da Normandia, no departamento Calvados. Estende-se por uma área de 14,5 km². Em 2010 a comuna tinha 478 habitantes (densidade: 33 hab./km²).